# Kanton Vandœuvre-lès-Nancy-Est
Der ehemalige französische Wahlkreis Vandœuvre-lès-Nancy-Est im Arrondissement Nancy und im Département Meurthe-et-Moselle umfasste bis zu seiner Auflösung 2015 einen Teil der Gemeinde Vandœuvre-lès-Nancy. Der Rest der Gemeinde bildete den Kanton Vandœuvre-lès-Nancy-Ouest. Letzter Vertreter im Generalrat des Départements war von 1998 bis 2015 Stéphane Hablot.

Kantone im Département Meurthe-et-Moselle